# Lucasius hirtus
Lucasius hirtus is een pissebed uit de familie Porcellionidae. De wetenschappelijke naam van de soort is voor het eerst geldig gepubliceerd in 1890 door Aubert & Dollfus.